# Frankendorf (Buttenheim)
Frankendorf ist ein Gemeindeteil des Marktes Buttenheim im Landkreis Bamberg (Oberfranken, Bayern).

## Geografie
Das Dorf liegt im Naturpark Fränkische Schweiz – Frankenjura etwa 4,5 Kilometer nordöstlich von Buttenheim. Die nächstgelegenen Orte sind Stackendorf und Ketschendorf, die beide ebenfalls zu Buttenheim gehören. Frankendorf liegt in einem schmalen Tal, das westlich und östlich von zwei etwa 50 Meter höher gelegenen Landrücken begrenzt wird.

## Geschichte
Frankendorf war lange ein Obleidorf Bambergs und dem Hochstift bis 1802 abgabepflichtig. Die Abgabe bestand in Getreide und anderen Naturalien, die dem Stift als wirtschaftliche Grundlage der eigenen Haushaltung dienten. Später wurden die Naturalien ganz oder teilweise durch Geldzahlungen ersetzt. Im Jahr 1690 erhielt der Ort von seinem damaligen Obleiherrn eine Dorf- und Gemeindeordnung.
Am 1. Januar 1972 wurde Frankendorf in den Markt Buttenheim eingegliedert.

## Verkehr
Der Ort ist über die zweistreifige Kreisstraße BA 12, die ihn von Norden nach Süden durchquert, mit den Orten Stackendorf und Tiefenhöchstadt verbunden. Etwa drei Kilometer südlich besteht Anschluss an die Staatsstraße 2260. Der nächste Autobahnanschluss führt bei Buttenheim auf die Bundesautobahn 73.

## Sonstiges

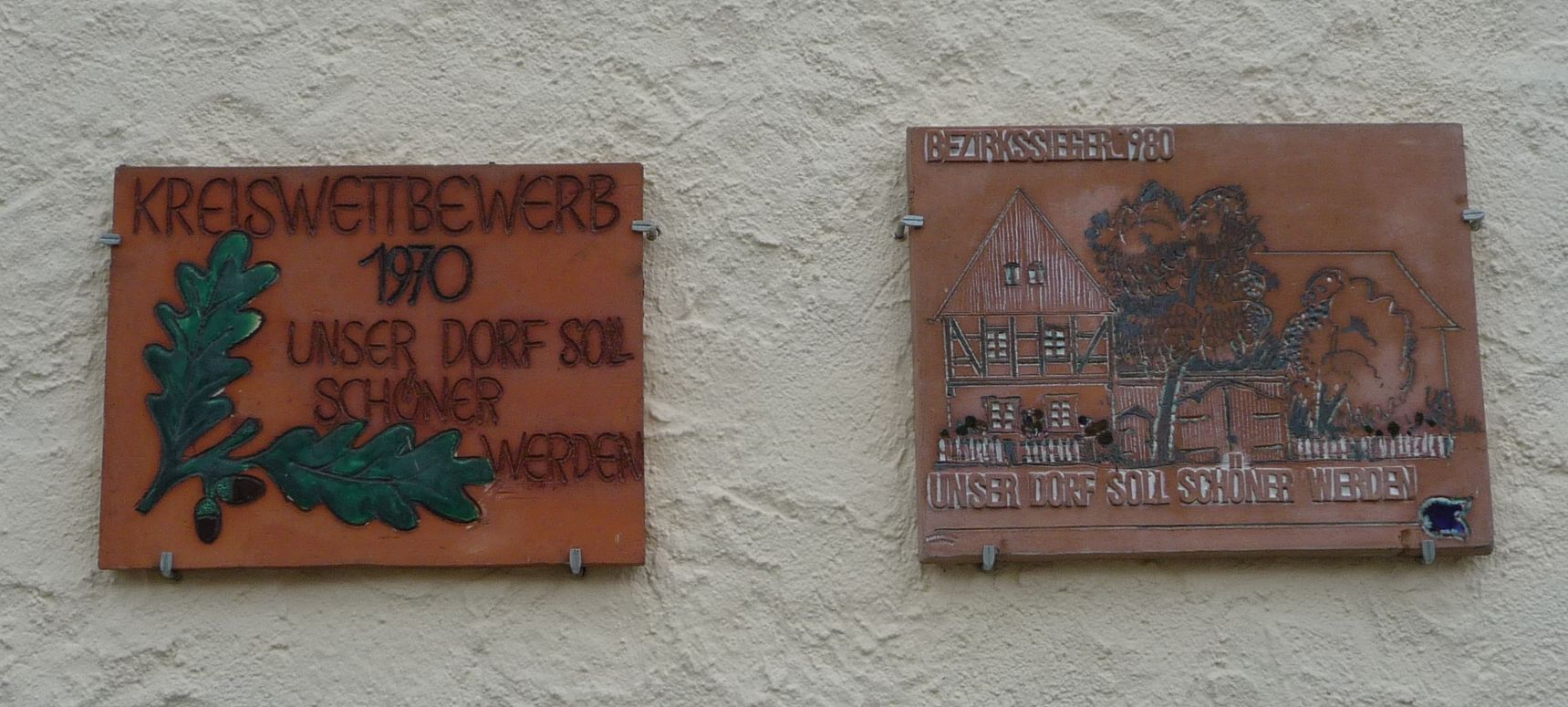
Wettbewerbsplaketten

Frankendorf wurde im Jahr 1981 beim Wettbewerb „Unser Dorf soll schöner werden“ Bundessieger. Dabei wurden vor allem das Fachwerkensemble mit 31 unter Denkmalschutz stehenden Fachwerkhäusern sowie die Grünflächen im Ort gelobt.

## Bildergalerie

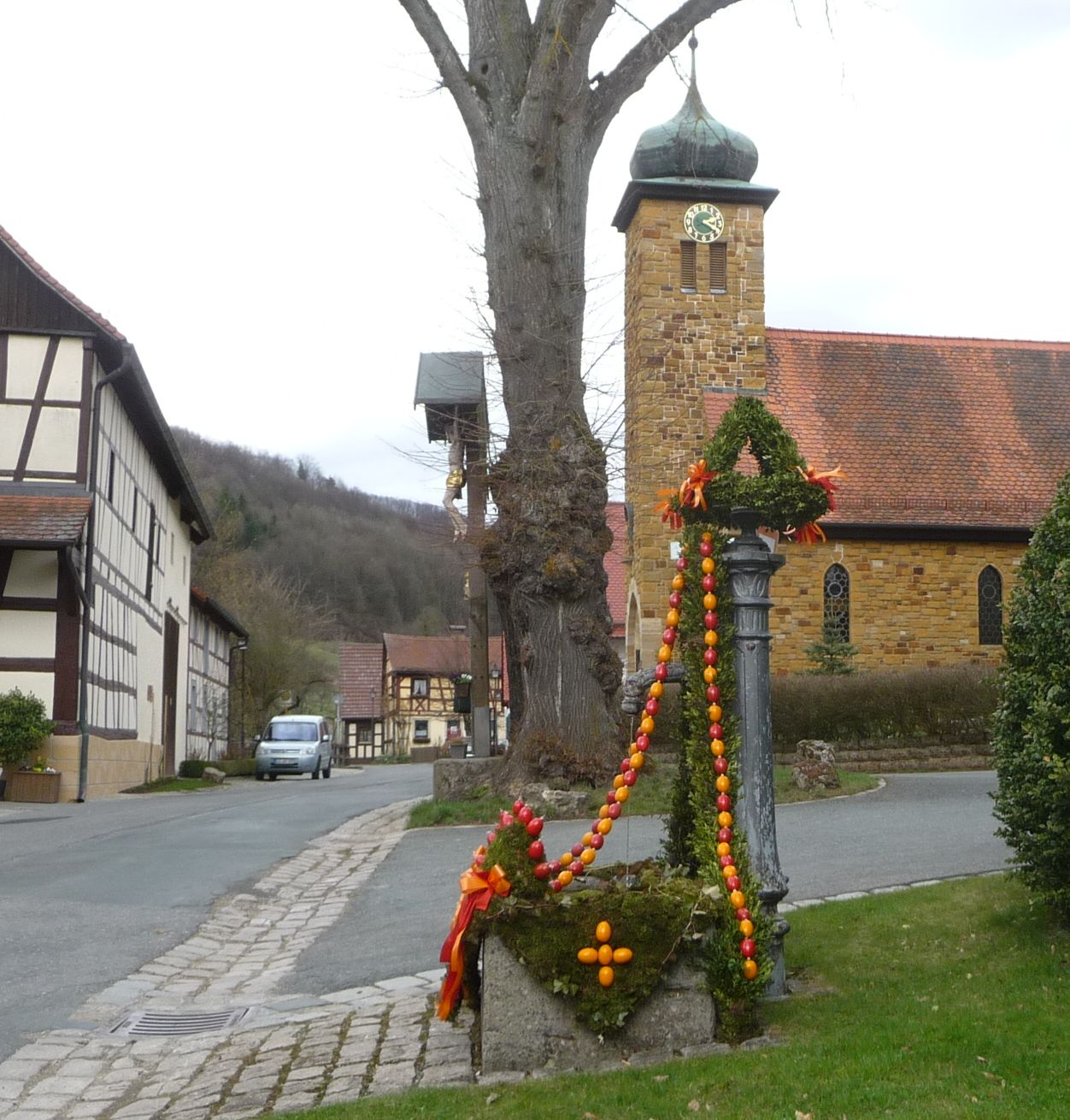
Kapelle und Osterbrunnen
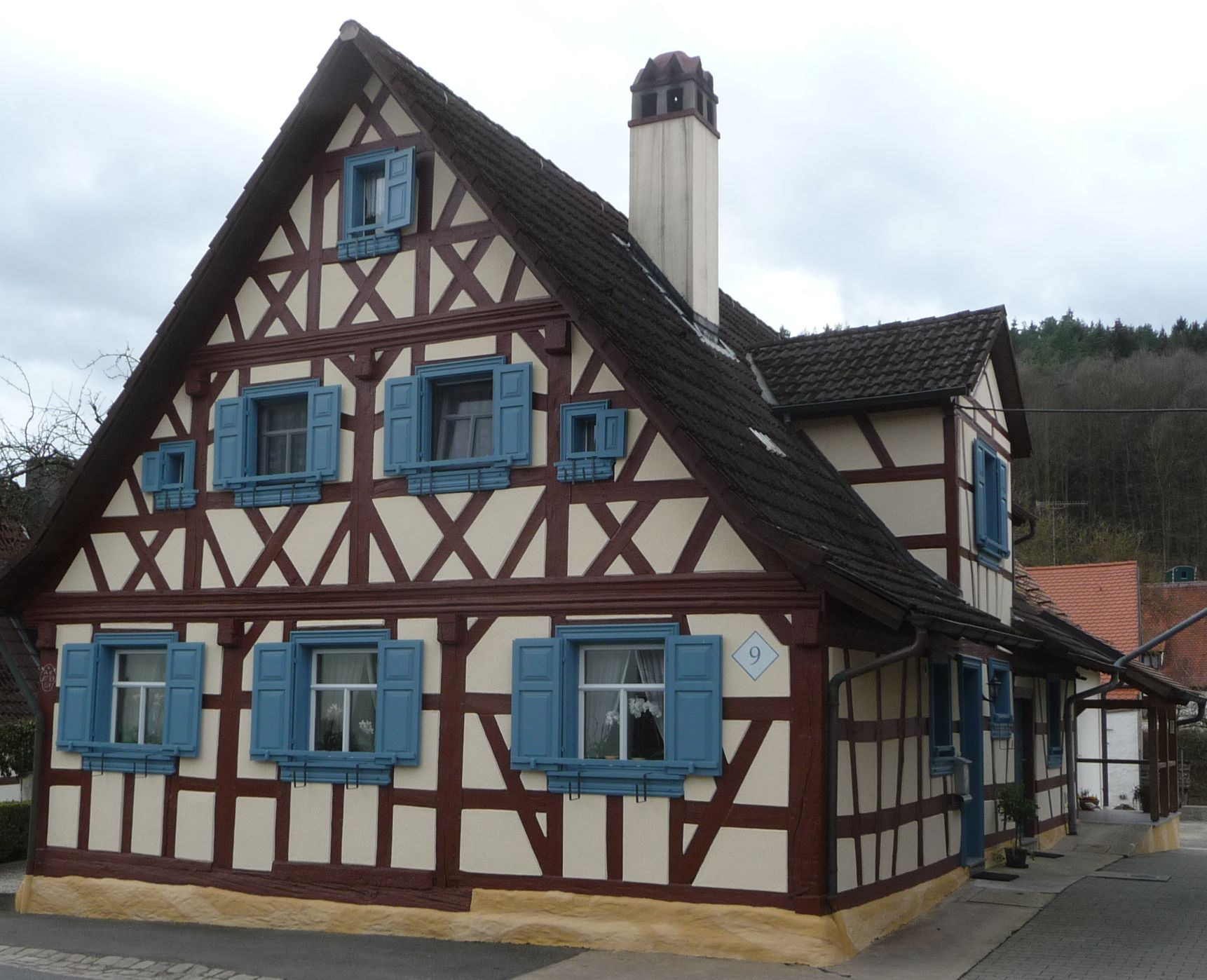
Fachwerkhaus
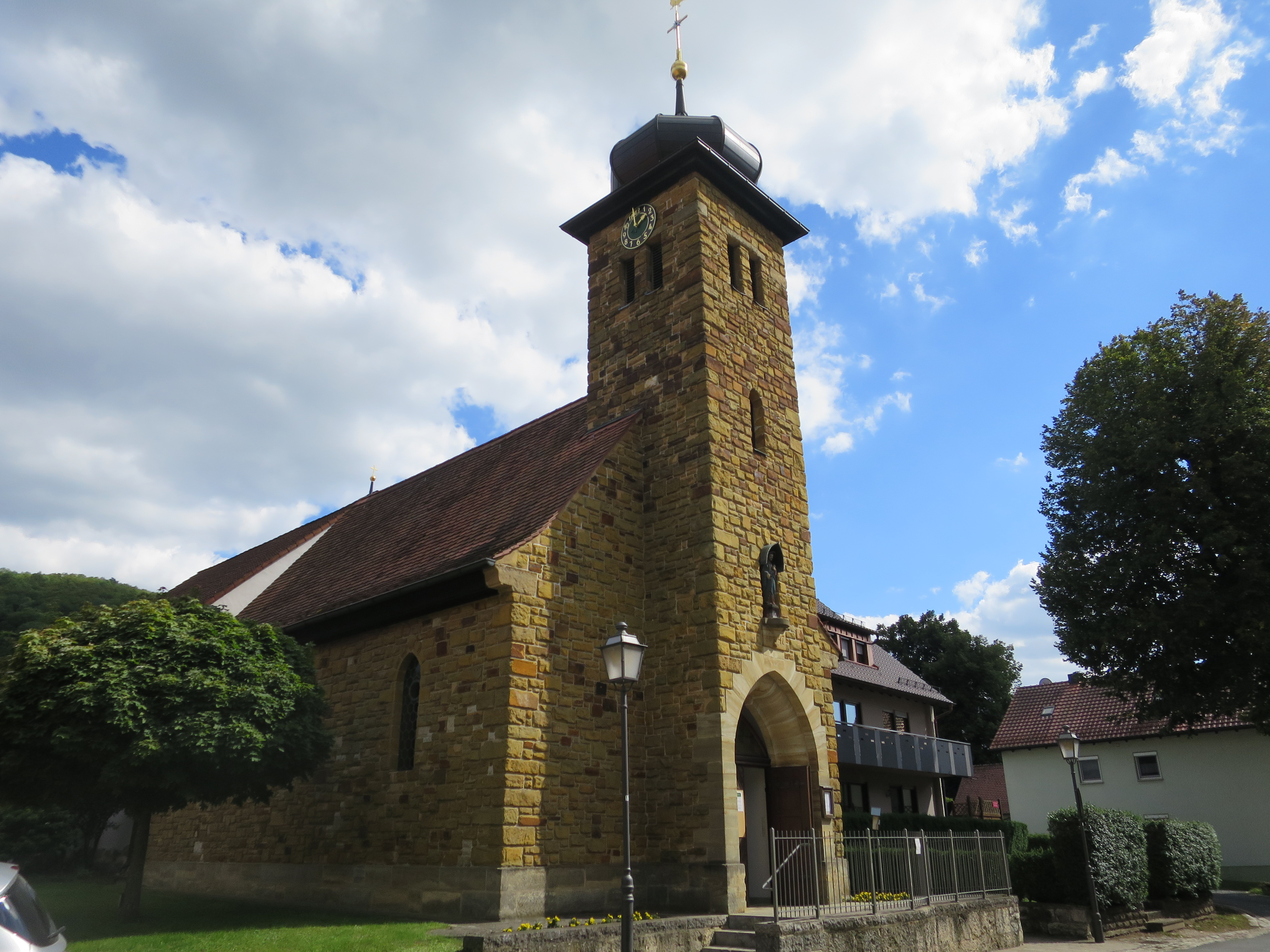
Kapelle
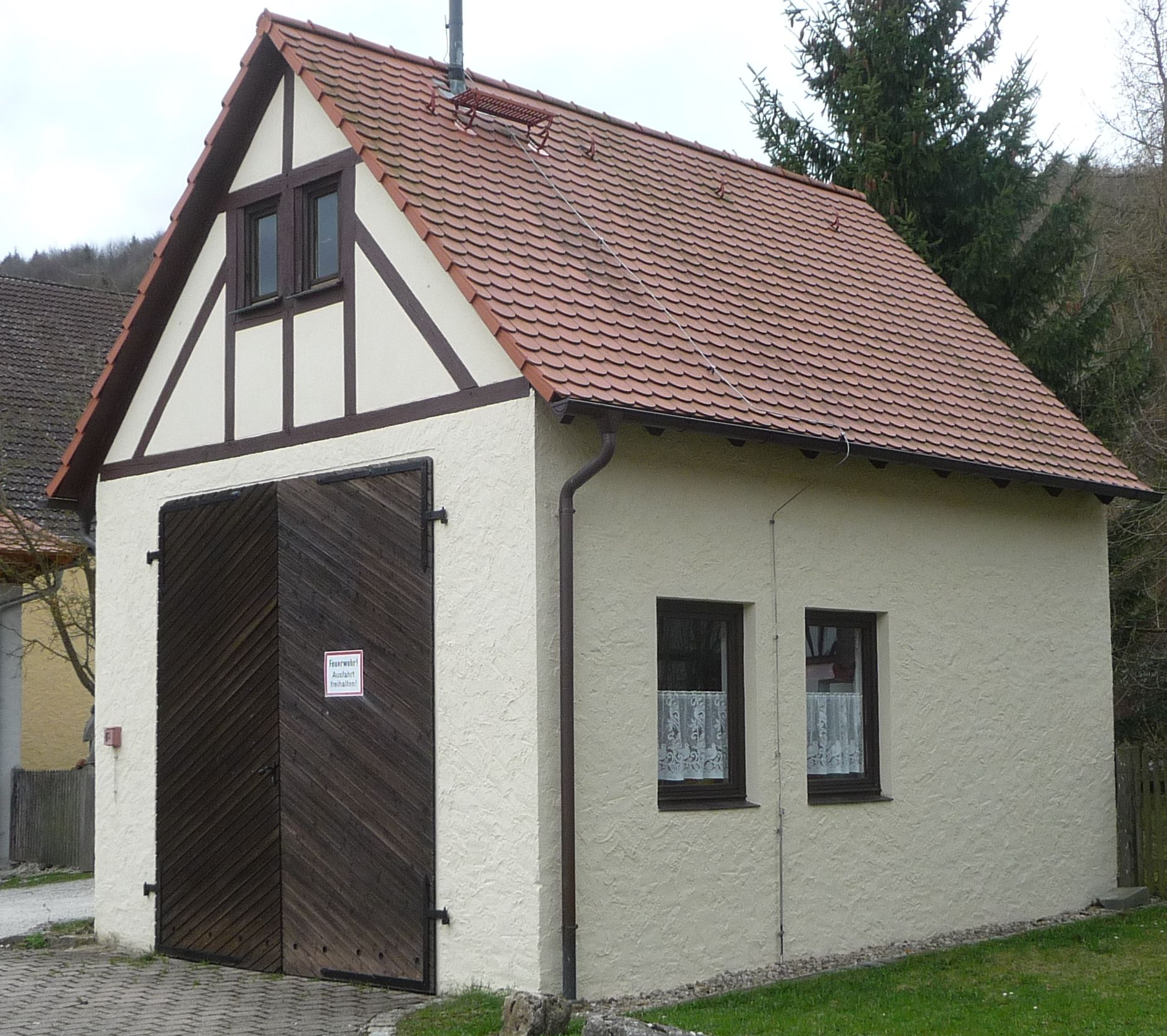
Altes Feuerwehrhaus
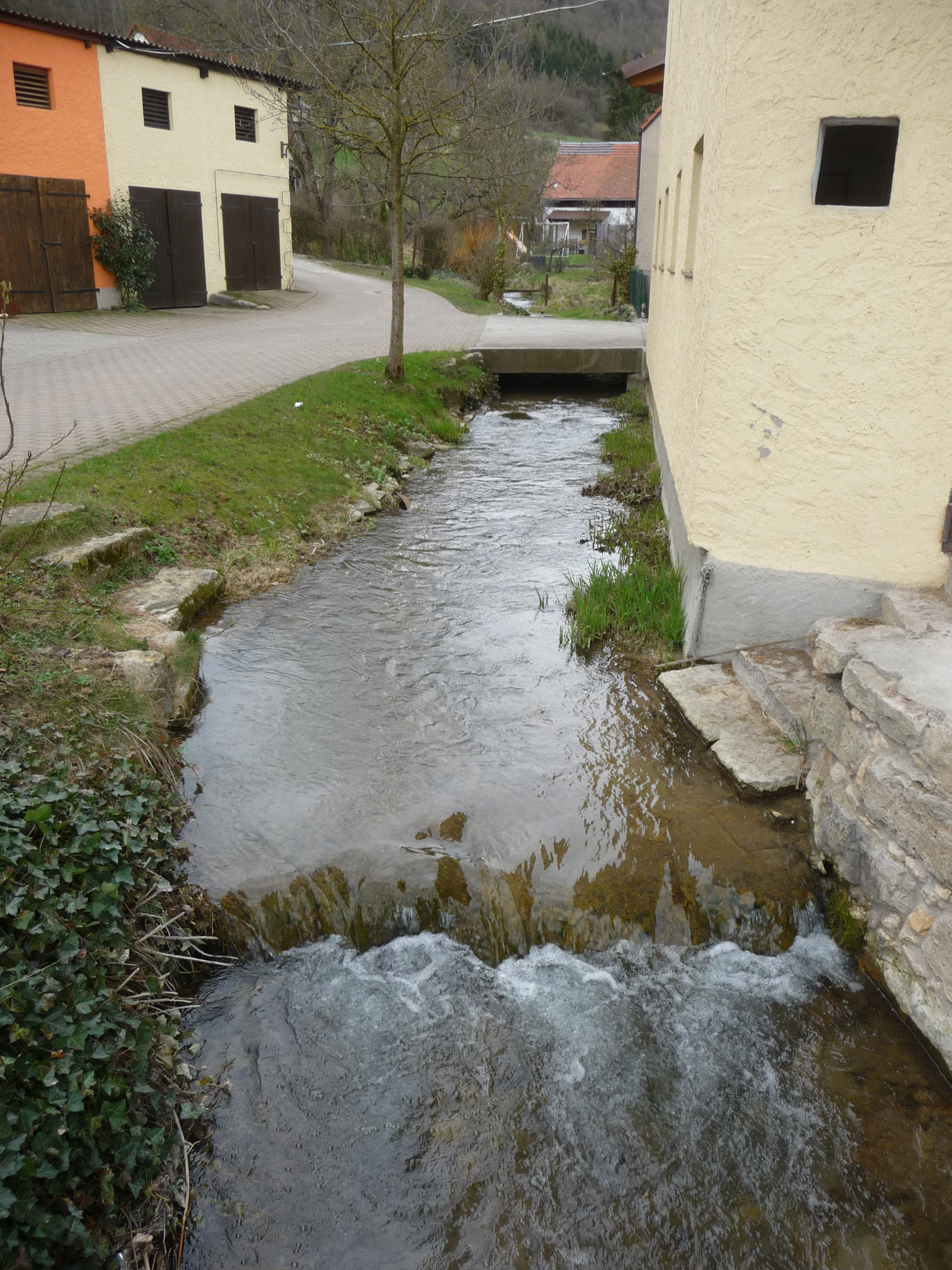
Deichselbach

## Freiwillige Feuerwehr Frankendorf
Das gemeinschaftliche Leben in Frankendorf wird hauptsächlich durch den Feuerwehrverein geprägt. Die Freiwillige Feuerwehr in Frankendorf besitzt mit den Jugendlichen der Jugendfeuerwehr ca. 40 Feuerwehrleute. Der Erste Feuerwehrkommandant ist Thomas Büttel und der Zweite Kommandant Daniel Brehm. Außerdem besitzt die Feuerwehr einen Instagram-Kanal, auf dem sie Einblicke zu aktuellen Ereignissen und Übungen gibt.